# Emil Ernst
| (705) Erminia | 6. Oktober 1910 |

Emil Hermann Ernst (* 6. Juni 1889 in Newark (New Jersey); † 26. Mai 1942 in Münster) war ein deutscher Astronom. Er entdeckte den Asteroiden (705) Erminia.
Er wurde 1918 an der Landessternwarte Heidelberg-Königstuhl der Universität Heidelberg mit der Arbeit „Über die Brauchbarkeit des Wellmannschen Doppelbildmikrometers zu mikrometrischen Messungen“ promoviert. Zu dieser Zeit war das Observatorium in Heidelberg unter seinem Direktor Max Wolf ein Zentrum für die Entdeckung von Asteroiden. Während seiner Zeit dort entdeckte Ernst einen Asteroiden.
1929 nahm er eine Stelle an der Universität Münster an.